# Лесково
Лесково је насеље у Србији у општини Мајданпек у Борском округу. Према попису из 2022. у насељу је било 185 становника (према попису из 2011. било је 348 становника).
Кроз село протиче река Пек. Село се налази на регионалном путу Р-104А. Кроз село пролази пруга која повезује Мајданпек и Зајечар.

## Демографија
Према последњем попису из 2022. године у насељу је живело 185 становника што је за 163 мање у односу на 2011. када је на попису било 648 становника. У насељу живи 164 пунолетних становника, а просечна старост становништва износи 49,95 година (47,86 код мушкараца и 52,46 код жена).
Према подацима пописа из 2022. у насељу има 189 домаћинства, а просечан број чланова по домаћинству је 2,16 а према истом попису у насељу има 212 стамбених јединица од којих је 85 насељених.
Становништво у овом насељу веома је нехомогено, а у последња три пописа, примећен је пад у броју становника.
|  |

| Демографија | Демографија | Демографија |
| Година      | Становника  | Становника  |
| ----------- | ----------- | ----------- |
| 1948.       | 787         |             |
| 1953.       | 788         |             |
| 1961.       | 790         |             |
| 1971.       | 698         |             |
| 1981.       | 641         |             |
| 1991.       | 516         | 516         |
| 2002.       | 431         | 431         |
| 2011.       | 348         |             |
| 2022.       | 185         |             |

| Етнички састав према попису из 2002.‍ | Етнички састав према попису из 2002.‍ | Етнички састав према попису из 2002.‍ | Етнички састав према попису из 2002.‍ | Етнички састав према попису из 2002.‍ |
| ------------------------------------ | ------------------------------------ | ------------------------------------ | ------------------------------------ | ------------------------------------ |
|                                      |                                      |                                      |                                      |                                      |
| Срби                                 | Срби                                 |                                      | 248                                  | 57,54%                               |
| Власи                                | Власи                                |                                      | 178                                  | 41,29%                               |
| Хрвати                               | Хрвати                               |                                      | 1                                    | 0,23%                                |
| непознато                            | непознато                            |                                      | 4                                    | 0,92%                                |

| Година пописа     | 1948. | 1953. | 1961. | 1971. | 1981. | 1991. | 2002. |
| ----------------- | ----- | ----- | ----- | ----- | ----- | ----- | ----- |
| Број домаћинстава | 160   | 162   | 163   | 169   | 153   | 147   | 148   |

| Број чланова      | 1  | 2  | 3  | 4  | 5  | 6 | 7 | 8 | 9 | 10 и више | Просек |
| ----------------- | -- | -- | -- | -- | -- | - | - | - | - | --------- | ------ |
| Број домаћинстава | 25 | 42 | 28 | 34 | 13 | 5 | 1 | 0 | 0 | 0         | 2,91   |

| Пол    | Укупно | Неожењен/Неудата | Ожењен/Удата | Удовац/Удовица | Разведен/Разведена | Непознато |
| ------ | ------ | ---------------- | ------------ | -------------- | ------------------ | --------- |
| Мушки  | 183    | 46               | 120          | 11             | 6                  | 0         |
| Женски | 187    | 23               | 117          | 42             | 4                  | 1         |
| УКУПНО | 370    | 69               | 237          | 53             | 10                 | 1         |

| Пол    | Укупно                    | Пољопривреда, лов и шумарство | Рибарство                            | Вађење руде и камена | Прерађивачка индустрија       |
| ------ | ------------------------- | ----------------------------- | ------------------------------------ | -------------------- | ----------------------------- |
| Мушки  | 108                       | 18                            | 0                                    | 28                   | 34                            |
| Женски | 31                        | 19                            | 0                                    | 1                    | 2                             |
| УКУПНО | 139                       | 37                            | 0                                    | 29                   | 36                            |
| Пол    | Производња и снабдевање   | Грађевинарство                | Трговина                             | Хотели и ресторани   | Саобраћај, складиштење и везе |
| Мушки  | 0                         | 1                             | 5                                    | 1                    | 10                            |
| Женски | 0                         | 0                             | 1                                    | 0                    | 1                             |
| УКУПНО | 0                         | 1                             | 6                                    | 1                    | 11                            |
| Пол    | Финансијско посредовање   | Некретнине                    | Државна управа и одбрана             | Образовање           | Здравствени и социјални рад   |
| Мушки  | 0                         | 1                             | 3                                    | 1                    | 0                             |
| Женски | 0                         | 0                             | 1                                    | 1                    | 0                             |
| УКУПНО | 0                         | 1                             | 4                                    | 2                    | 0                             |
| Пол    | Остале услужне активности | Приватна домаћинства          | Екстериторијалне организације и тела | Непознато            | Непознато                     |
| Мушки  | 0                         | 0                             | 0                                    | 6                    | 6                             |
| Женски | 1                         | 0                             | 0                                    | 4                    | 4                             |
| УКУПНО | 1                         | 0                             | 0                                    | 10                   | 10                            |